# Bahra (Gottleuba)

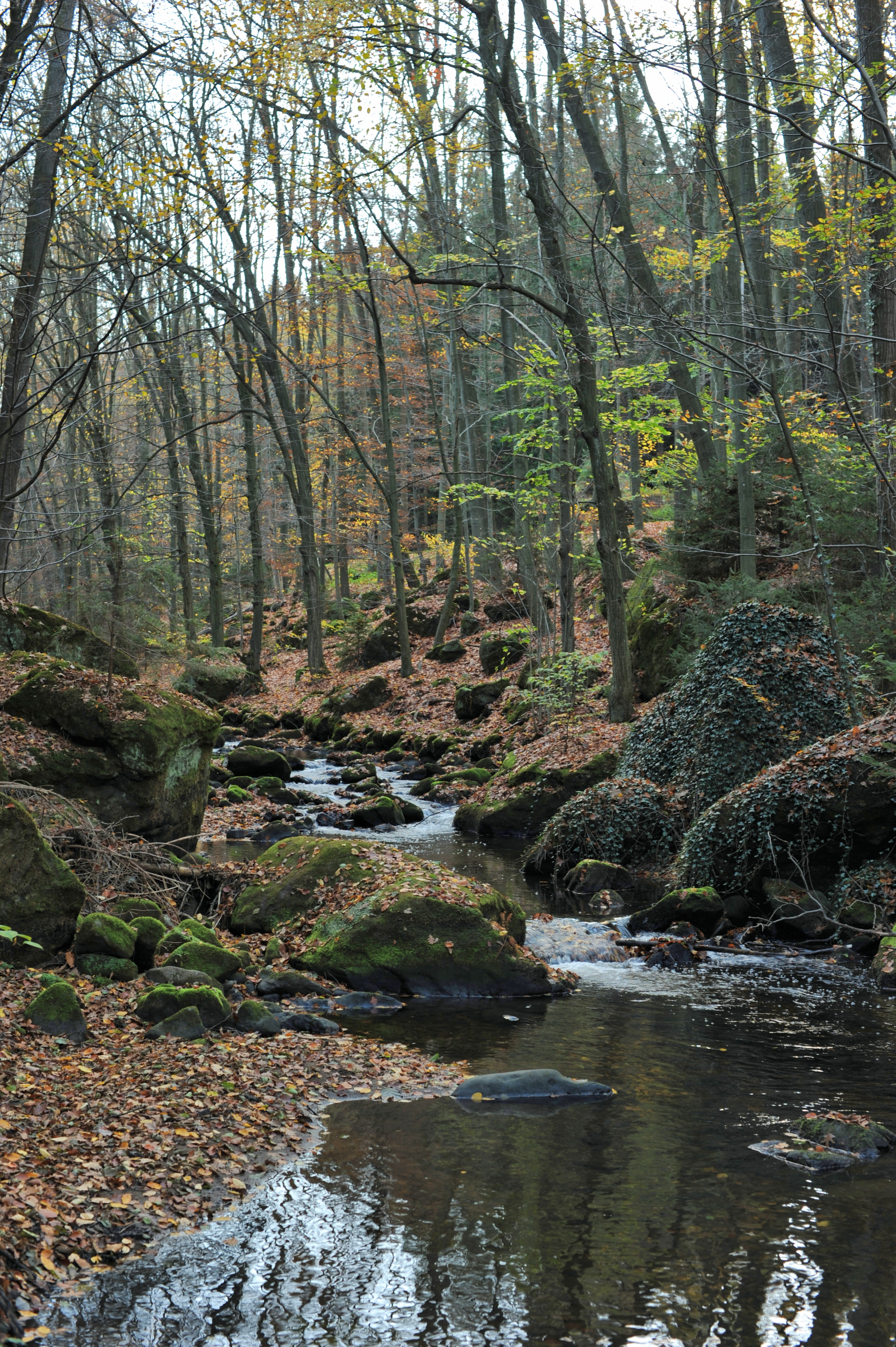
Geröll im Unterlauf der Bahra unweit der Vereinigung mit der Gottleuba

Die Bahra ist ein Fluss in Tschechien und Sachsen, der bei Langenhennersdorf von rechts in den Elbe-Zufluss Gottleuba mündet.
Der Name stammt vom altsorbischen bara für „Schlamm, Sumpf“.

## Geographie

### Verlauf
Die Bahra entspringt im Osterzgebirge westlich der tschechischen Ortschaft Panenská (Jungferndorf) als Petrovický potok. Nach etwa 500 m unterquert er die Autobahn D8. Er fließt weiter in nordöstlicher Richtung durch Petrovice (Peterswald), bevor er nach etwa 7,5 km auf etwa 420 m ü. NN deutsches Gebiet erreicht. Hier bildet er für etwa 350 m das Grenzgewässer und knickt dann, den Loschebach aufnehmend, nach Nordwesten ab. Nach etwa 700 m liegt das Hochwasserrückhaltebecken Buschbach, das als Trockenbecken ausgeführt ist. In Hellendorf nimmt er den von links kommenden Mordgrundbach auf, der mit seinem Quellbach Slatina nur unweit der Bahra entspringt. Die ab hier offiziell so genannte Bahra verläuft jetzt parallel der Staatsstraße. Nördlich Markersbach, an dessen Ortsende weitere Nebenbäche einmünden, durchfließt die Bahra ein eingeschnittenes Tal zwischen den bereits vom Elbsandstein geprägten Vollformen Heuleithe, Eibischsteine, Zeisigstein und zieht gemeinsam mit einer Kreisstraße durch die ihr gleichnamige Ortschaft Bahra, bevor sie südwestlich von Langenhennersdorf auf etwa 275 m ü. NN in die Gottleuba mündet.

### Zuflüsse
von der Quelle zur Mündung aufgelistet. Auswahl.
- Loschebach, tschechisch Olšovy potok, von rechts und Südosten an der Landesgrenze bei Bad Gottleuba-Berggießhübel-Hellendorf
- Mordgrundbach, tschechisch Slatina, von links in Hellendorf
- Ratzschbach, von links und Westen in Hellendorf
- Kache, von rechts und Südosten in Markersbach
- Steinbach, von rechts und Südosten in Bahra
- Katzbach, von links und Südwesten

## Ehemalige Hammerwerke und Mühlen
Viele Mühlen existieren nicht mehr, einige sind umgebaut und dienen anderen Zwecken:
- Hammer und Mühle Fichte in Hellendorf
- Hammer und Mühle Kleppisch in Hellendorf
- Griesbachmühle Hellendorf
- Cratzhammer (Hammergut Cratza) und Kretzschmarmühle Hellendorf
- Obermühle Markersbach
- Mittelmühle Markersbach
- Hammergut Kammerhof und Niedermühle Markersbach
- Mühle Buchenhain (OT von Markersbach)
- Bahrhammer und Irrgangmühle Bahra
- Lohmühle und Hiekmannmühle Bahra
- Bahrmühle oder Heringmühle Bahra
- Zeidelmühle (auch Zeitelmühle) Langenhennersdorf